# ويليام مولوني
ويليام مولوني (بالإنجليزية: William Moloney)‏ هو منافس ألعاب قوى أمريكي، ولد في 10 يوليو 1876 في أوتاوا في الولايات المتحدة، وتوفي في 12 أغسطس 1915 في شيكاغو في الولايات المتحدة.

## وصلات خارجية
- ويليام مولوني على موقع أوليمبيديا (الإنجليزية)